# Spinophorosaurus
Spinophorosaurus is een uitgestorven monotypisch geslacht van plantenetende sauropode dinosauriërs dat tijdens het midden van het Jura leefde in het gebied van het huidige Niger.

## Vondst en naamgeving
De enige soort, Spinophorosaurus nigerensis, is in 2009 benoemd en beschreven door Kristian Remes, Francisco Ortega, Ignacio Fierro, Ulrich Joger, Ralf Kosma, José Manuel Marín
Ferrer, Luis Maria Chiappe, Pedro Dantas, Fernando Escaso, José Miguel Gasulla, Enrique López, Antonio Pomares, Bruno Ribeiro, José Luis Sanz, José Enrique Tent-Manclús, Jörg Faust, Hannah Joger, Jannis Joger, Fritz J. Krüger, Alexander Mudroch, Michel Rabe, Hans-Joachim Ritter, Edgar Sommer, Oumarou Amadou Ide en Abdoulaye Maga. Geen enkele andere Mesozoïsche dinosauriër heeft zoveel naamgevers, namelijk vijfentwintig. De geslachtsnaam is afgeleid van het Latijnse spina, "doorn" en het Klassiek Griekse phoros, "dragend", een verwijzing naar de stekels op het staartuiteinde. De soortaanduiding verwijst naar Niger.

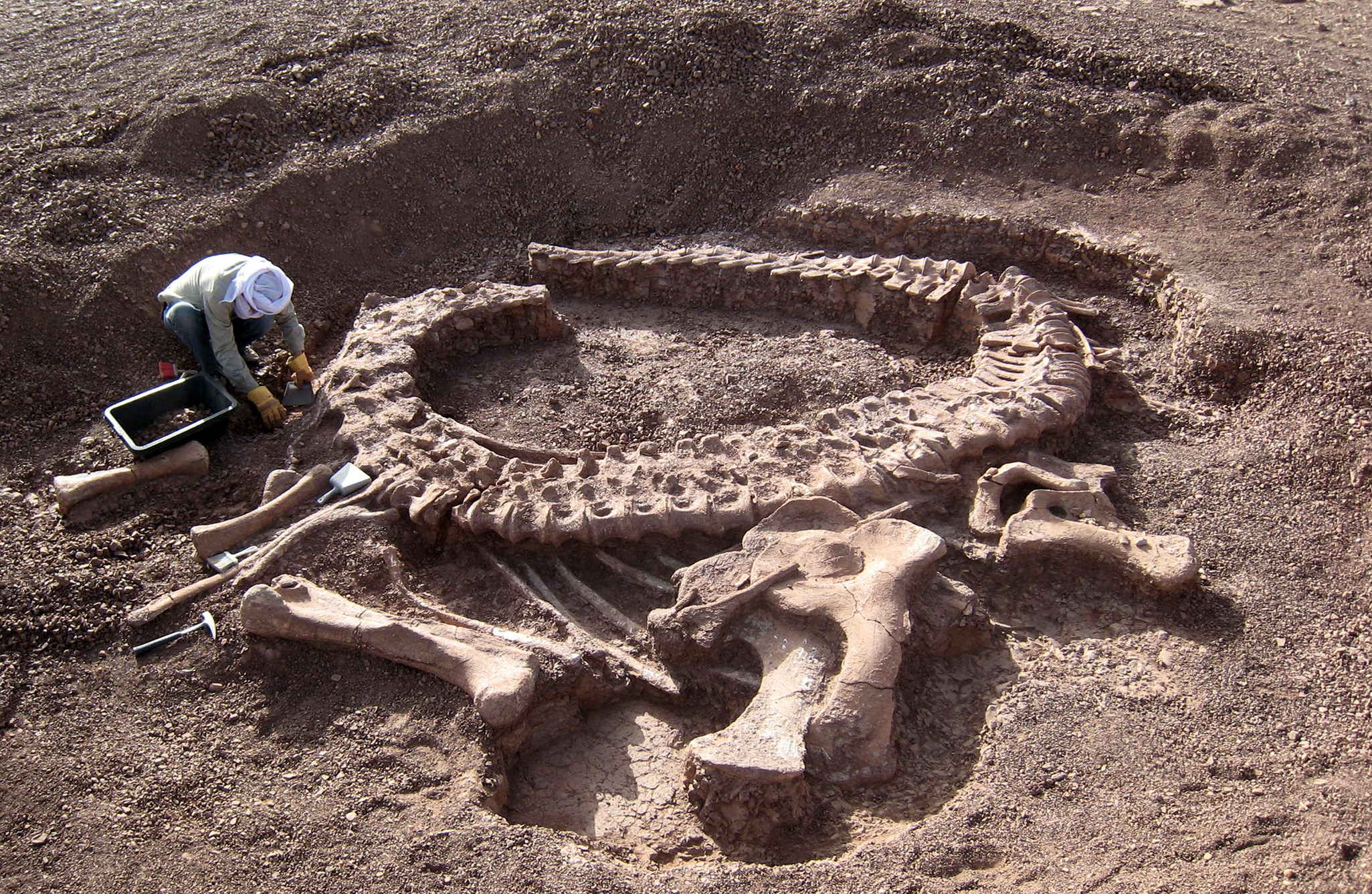
De locatie van het holotype

Het fossiel, holotype GCP-CV-4229, werd in 2006 gevonden bij Aderbissinat in een laag uit het Bajocien-Bathonien. Het bestaat uit een vrij compleet skelet, grotendeels in verband gevonden, van een onvolwassen dier waarvan alleen de voorkant van de schedel, de borstbeenderen, de onderarmen en de voeten ontbreken. Het gaat om een jongvolwassen individu. Daarnaast is als paratype NMB-1698-R toegewezen, een gedeeltelijk skelet, 13% groter per dimensie, dat bepaalde bij het holotype ontbrekende delen wel bezit, zoals de voorkant van de schedel, delen van de onderkaken, en een teenkootje zodat het dier als geheel vrijwel volledig bekend is. Het paratype is een ouder individu. Een derde specimen is GCP-CV-BB-15, een jong dier.
In 2012 werd de hersenpan in detail beschreven.

## Beschrijving

### Grootte en onderscheidende kenmerken
Spinophorosaurus is een middelgrote sauropode. Het holotype heeft een lengte van ongeveer dertien meter. Het paratype moet dus een kleine vijftien meter lang zijn. Gregory S. Paul heeft in 2010 het gewicht van een dertien mater lang dier geschat op zeven ton.
De beschrijvers wisten verschillende onderscheidende kenmerken vast te stellen. Er bevindt zich een klein foramen tussen de voorhoofdsbeenderen, niet de wandbeenderen. De tubera basilaria staan naar bezijden uit. De halswervels hebben in zijaanzicht een U-vormige inkeping tussen het wervellichaam en de richel die tussen de achterste gewrichtsuitsteeksels loopt. Bij de voorste en middelste staartwervels is de top van het doornuitsteeksel zadelvormig. Bij de achterste staartwervels zijn de chevrons veranderd in staafvormige horizontale elementen waarvan de punten elkaar raken onder het midden van de wervels. Het ravenbeksbeen is niervormig. De schacht van het dijbeen heeft een grote opening aan de buitenzijde van de vierde trochanter.
Daarnaast is er een unieke combinatie van op zich niet unieke kenmerken. De tanden zijn spatelvormig met grote uit elkaar staande vertandingen nabij het spits waarbij het grootste aantal vertandingen zich op de voorrand bevindt. De voorste halswervels hebben extra uitsteeksels op de voorrand van de voorste gewrichtsuitsteeksels. De achterste halswervels hebben diapofysen, facetten voor de onderste ribkop, met een driehoekig uitsteeksel op de achterrand. De halswervels hebben vergrote epipofysen in de vorm van driehoekige naar achteren gerichte uitsteeksels op de achterste gewrichtsuitsteeksels. Alleen de sacrale wervels hebben richels tussen het doornuitsteeksel en de zijuitsteeksels. Niet alleen sacrale wervels maar ook de voorste en middelste staartwervels hebben sterke verruwingen op het doornuitsteeksel. Het ravensbeksbeen heeft een grote bult voor de aanhechting van de Musculus biceps brachii gecombineerd met een groeve op de onderste binnenkant. Het schaambeen is kort en robuust met een richel die van het contact met het zitbeen af over de hele achterrand naar de "voet" loopt. Het bezit van stekelvormige osteodermen, vermoedelijk op het uiteinde van de staart.

### Skelet

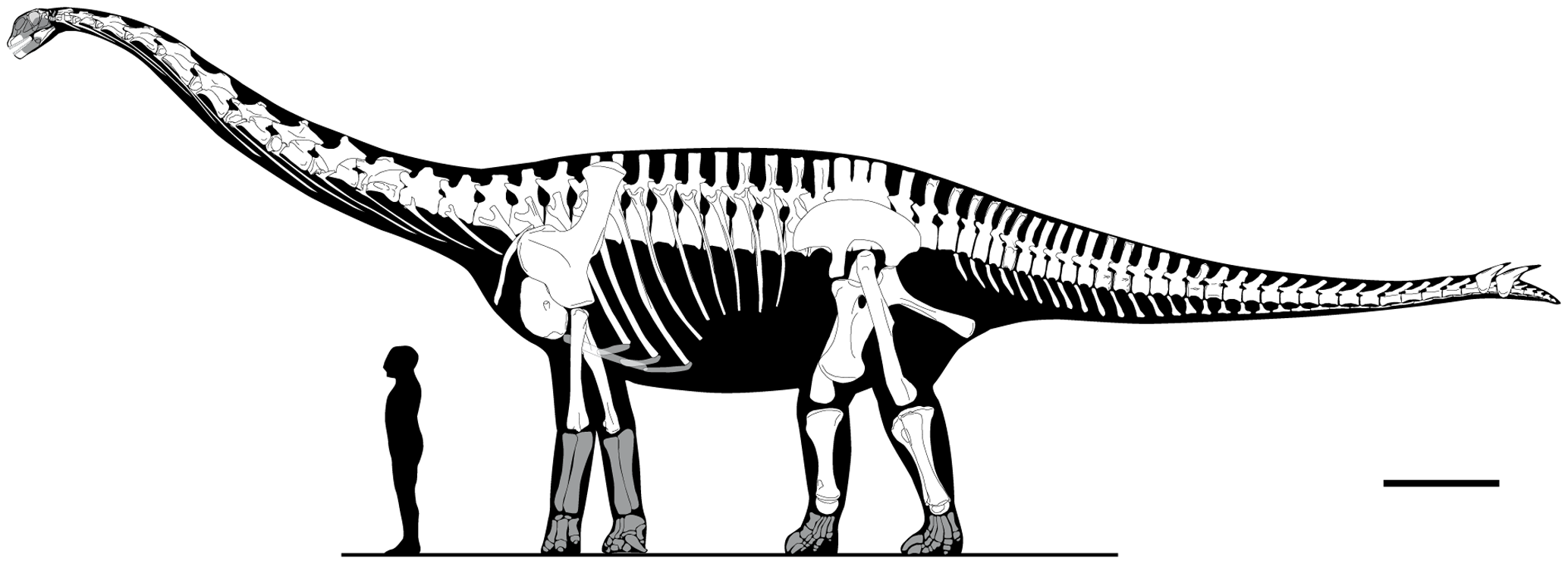
Het skelet van Spinophorosaurus met de bekende delen in het wit. De beschrijvers hebben gekozen voor een omstreden interpretatie met een verticaal schouderblad en laaggelegen schoudergewricht, zodat het dier hoog op de voorpoten staat

#### Schedel
De schedel is tamelijk klein en kort en draagt spatelvormige tanden. Het gat tussen de voorhoofdsbeenderen meet één centimeter. Tussen de achterste uiteinden van de wandbeenderen, vlak voor de rand met het achterhoofd, bevindt zich een doorborende inkeping. De nek van de achterhoofdsknobbel heeft uitgeholde zijkanten. De vergrote tubera basilaria, aanhangsels van de achterste hersenpan, staan zijwaarts uit, wat uniek is voor de Sauropoda. Het quadratum heeft geen uitholling op de achterzijde, een basaal kenmerk ook bekend van Tazoudasaurus.

#### Postcrania
Er zijn dertien halswervels met lange nekribben, twaalf ruggenwervels, vier sacrale wervels en minstens zevenendertig staartwervels. De nek en staart zijn vrij kort.

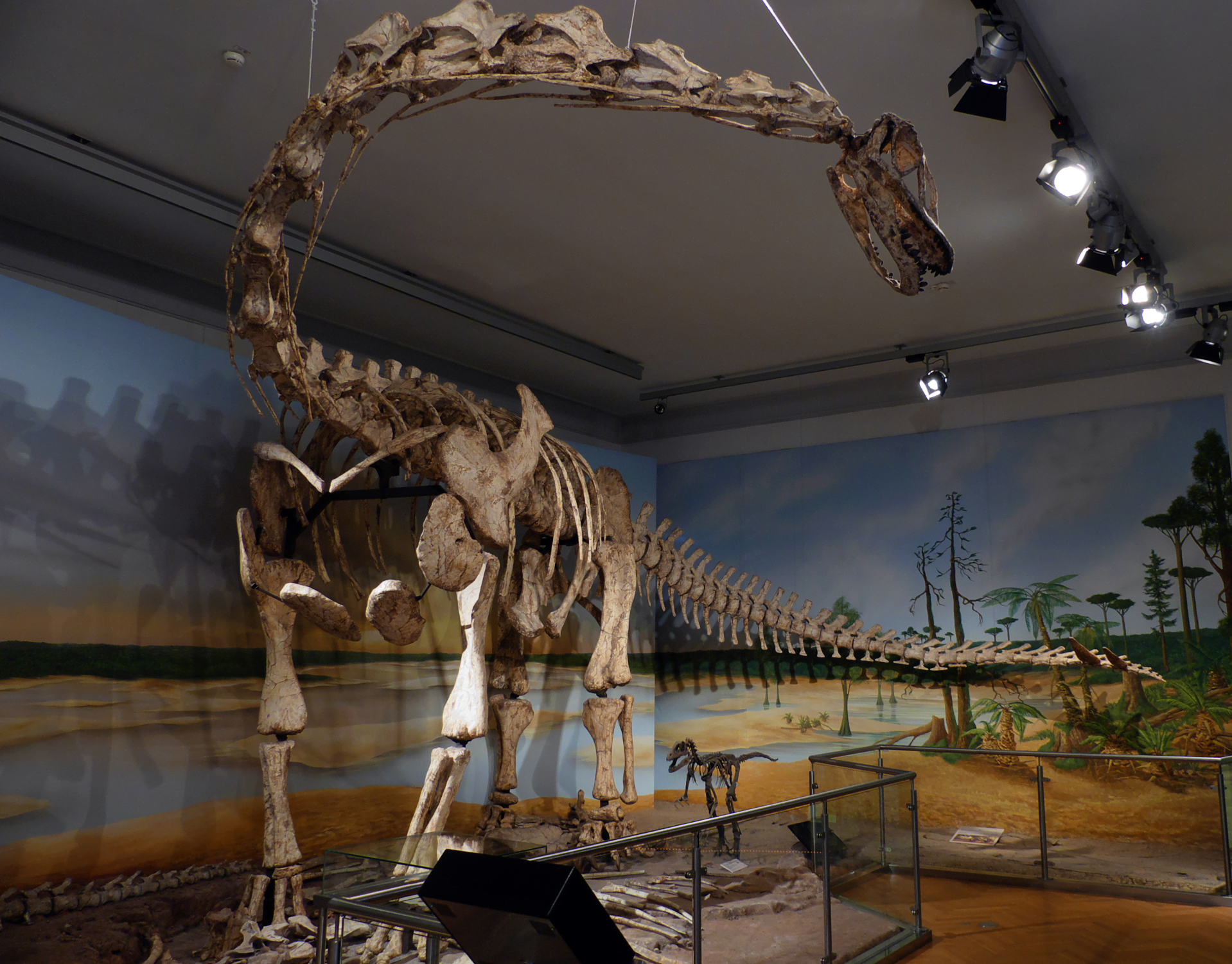
Skeletmodel

De halswervels hebben uithollingen op de zijkant, die vooraan het diepst zijn. Deze uithollingen zijn niet door een richel verdeeld. De extra uitsteeksels op de voorrand van de voorste gewrichtsuitsteeksels zijn driehoekig zoals bij Jobaria maar lager. De halswervels hebben vooraan de onderzijde een kiel. De voorste ruggenwervels hebben zijdelingse uithollingen; bij de achterste wervels worden die ondieper. Hun ruggenmergkanaal is hoog en smal. Tot en met de laatste ruggenwervels is een hyposfeen-hypantrum-complex van secundaire gewrichtsuitsteeksels aanwezig. De doornuitsteeksels missen duidelijke richels maar hebben wel verruwingen voor de peesverbindingen. Het uiteinde van de staart wordt gekenmerkt door naar achter hellende doornuitsteeksels maar de achterste gewrichtsuitsteeksels steken niet heel ver naar achteren uit. Een heel duidelijke verstijving is er bovenaan dus niet. Onderaan echter lopen staafvormige chevrons, in elkaars verlengde liggend, door over de onderste zijkanten van de wervels. De gepaarde chevrons raken elkaar overdwars niet en evenmin zijn er facetten voor een articulatie met de wervellichamen. Dit verstijfde de staartpunt. De voorste chevrons zijn normaal gebouwd. De voorste ribben, tot en met het vijfde paar, zijn afgeplat, de achterste hebben van het zesde paar af abrupt een ronde dwarsdoorsnede. Meestal is bij sauropoden de overgang geleidelijker.
Het schouderblad is bovenaan verbreed, heeft een driehoekige processus acromialis en een buiging in het onderste blad waardoor een uitstulping naar achteren ontstaat, een combinatie die typisch is voor Mamenchisauridae. Het ravenbeksbeen is niervormig en voorzien van een grote bult voor de biceps en een opvallende groeve aan de onderkant. De laatste twee kenmerken komen voor bij Kotasaurus, respectievelijk Barapasaurus. Er is ook een vermoedelijk sleutelbeen aangetroffen, een zeldzame vondst; het is robuust, recht en speervormig. Bij het opperarmbeen is het ondervlak sterk asymmetrisch doordat beenrichels aan de achterzijde een soort extra condylen vormen aan de achterrand, ook weer een mamenchisauride kenmerk.
In het bekken zijn zowel schaambeen als zitbeen robuust. Het dijbeen heeft nog een duidelijke trochanter minor in de vorm van een spits bultje onder de trochanter major. De vierde trochanter heeft een verticale uitholling aan de binnenzijde en, lager, een naar voren openend foramen aan de buitenzijde. Bij het sprongbeen zijn de facetten voor het scheenbeen en het kuitbeen niet gescheiden door een van voor naar achteren lopende richel tussen de opgaande tak en de achterrand. Bij het holotype wordt het bovenvlak van het sprongbeen doorboord door het hoge aantal van acht aderkanalen.

### Osteodermen
Vermoedelijk op het uiteinde van de staart staan twee paar stekels, die kennelijk ter verdediging dienden. Zo'n thagomizer was tot nu toe alleen van Stegosauria bekend. De stekels zijn osteodermen, huidverbeningen, met een ovale ruwe basis aan de binnenzijde en een schuin naar achteren en boven uitstekende stekel met een ronde tip aan de buitenzijde. Van de sauropode Shunosaurus waren soortgelijke osteodermen bekend maar die bedekten een staartknuppel. Gezien de beperkte omvang van de achterste staartwervels, achtten de beschrijvers het niet waarschijnlijk dat zo'n knots bij Spinophorosaurus aanwezig was. De positie van de stekels is niet geheel zeker aangezien ze bij de staartbasis gevonden zijn maar de verstijvende verlengde chevrons aan het uiteinde van de staart deden vermoeden dat de stekels daar hun plaats hadden. Ook zijn eigenlijk maar twee stekels gevonden; omdat die verschillen in grootte, denken de beschrijvers dat ieder de helft vormde van een paar. De grootste staat meer naar voren aan de rechterzijde, de kleinste meer naar achteren aan de linkerzijde.

## Fylogenie
Spinophorosaurus is een erg basale sauropode, niet behorend tot de meer afgeleide Eusauropoda. Hij staat boven Tazoudasaurus en onder Shunosaurus in de stamboom. Hij lijkt het meest op gelijktijdig levende Aziatische vormen, maar is sterk verschillend van Zuid-Amerikaanse en Indiase soorten, wat een mogelijke aanwijzing is dat Gondwana zich al gesplitst had. De soort was bij zijn ontdekking de meest volledig bekende basale sauropode. In 2013 werd Nebulasaurus beschreven als de zustersoort van Spinophorosaurus.

## Levenswijze

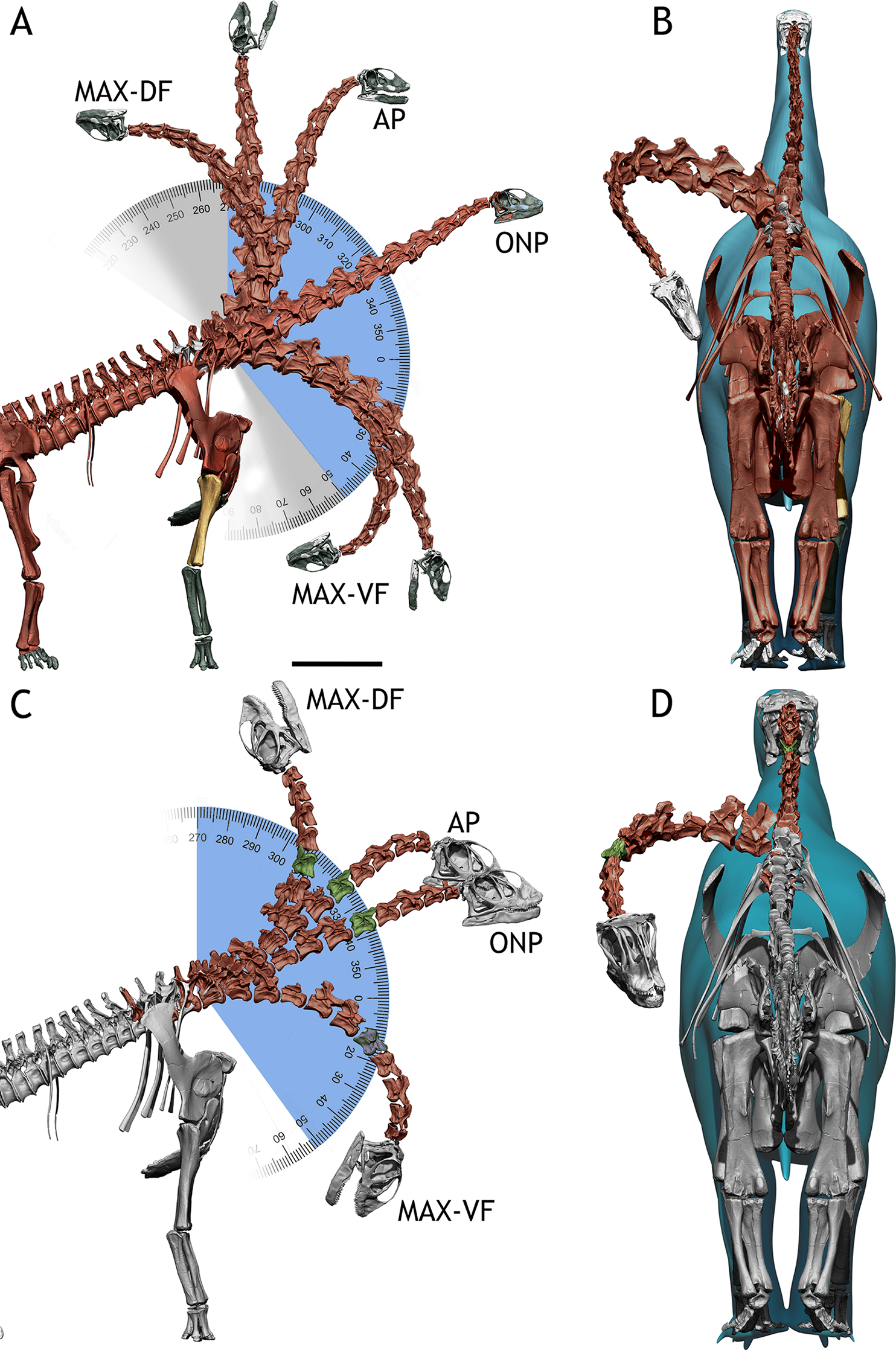
De bewegingsvrijheid van de nek

In 2020 concludeerde een studie dat de onderlinge bewegingsvrijheid van de halswervels bij volwassen exemplaren toenam door de verlenging van de gewrichtsuitsteeksels, dat dit een vermindering van het tussenliggende kraakbeenweefsel tijdens de rijping meer dan compenseerde en dat Spinophorosaurus in staat was een verticale nekstand te bereiken of zelfs de kop boven de schouders te krommen zodat hoge plantenlagen gegeten konden worden.
Een vervolgstudie datzelfde jaar stelde dat de voorpoten vermoedelijk zeer lang waren, dat het heiligbeen bij alle eusauropoden oorspronkelijk wigvormige sacrale wervels bezat wat de rug omhoog richtte en dat Spinophorosaurus en eerste ruggenwervel had met verlengde voorste gewrichtsuitsteeksels om de nek extra omhoog te richten, dit alles ten bate van een verhoogd verticaal voedingsbereik.